# Спорт в Казахстане
Первой задачей государственной программы развития физической культуры и спорта на 2007—2011 годы было совершенствование нормативно-правовой базы, что в свою очередь говорит об уровне развития казахстанского спорта. В указе Президента Республики Казахстан от 17 марта 2001 года говорится:

Состояние спортивной базы, недостаточно развитая сеть детско-юношеских спортивных школ, которая обеспечивает возможность организации занятий в них только для 7 процентов детей школьного возраста республики, дефицит высококвалифицированных тренеров-преподавателей не позволяют удовлетворить широкие потребности населения, особенно детей и подростков, в занятиях физическими упражнениями. Отсутствие современных спортивных объектов, оснащенных качественным инвентарем и оборудованием, центров подготовки спортивного резерва и центров олимпийской подготовки сдерживает рост спортивного мастерства и подготовку спортивного резерва в стране.

Отставание от международных стандартов обусловлено прежде всего отсутствием современной спортивной базы, отвечающей предъявляемым на сегодняшний день высочайшим мировым требованиям.

## Популярные виды спорта

### Футбол
Один из наиболее популярных видов спорта в Казахстане — футбол. В советские времена алма-атинский «Кайрат» долго выступал в высшей лиге чемпионата СССР. В 1988 году Евгений Яровенко в составе сборной СССР стал олимпийским чемпионом. В 1994 году федерация футбола Казахстана была принята в азиатскую зону ФИФА, но с 2001 года Казахстан перешёл в европейскую зону (УЕФА). В 2007 году костанайский «Тобол» завоевал Кубок Интертото.
Также разыгрывается
20 декабря 2011 года — Национальная сборная Казахстана по мини-футболу в отборочном цикле к чемпионату мира заняла последнее место. (главный тренер сборной Казахстана Амиржан Муканов).
Так же в Казахстане развивается женский футбол, игрок национальной сборной Казахстана по футболу среди женщин Аида Гайстенова перешла 21 февраля 2018 в красноярский «Енисей», выступающий в вышей лиге РФС. Данный трансфер является первым в истории женского футбола страны.

### Бокс
Более массовый вид спорта — это бокс. В этом олимпийском виде казахстанские спортсмены добились самых высочайших результатов. Традиционно сильна ещё с советских времен карагандинская школа мастеров кожаной перчатки. Имена нынешних чемпионов знают не только в Казахстане. Серик Жумангалиевич Сапиев — воспитанник абайской спортивной школы бокса (Карагандинская область). Наталья Рогозина, Геннадий Головкин, Василий Жиров, Валерий Зотов. Это спортсмены-карагандинцы, прославившие независимый Казахстан на международной арене.

### Хоккей
Широко известны хоккейные традиции Казахстана. Настоящей хоккейной кузницей был Усть-Каменогорск. Из рядов устькаменогорского «Торпедо» вышли Евгений Паладьев — трёхкратный чемпион мира, 7 лет игравший за московский «Спартак», участник легендарной серии игр 1972 года СССР — Канада и Борис Александров — трёхкратный чемпион СССР в составе ЦСКА и олимпийский чемпион Инсбрука-1976. Сборная Казахстана по хоккею, составленная из игроков одного клуба «Торпедо», разделила 5-8 место со сборными США, Швеции и Белоруссии на Олимпиаде-1998 в Нагано. Позже около десятка хоккеистов «Устинки» играли за океаном. В 2002 году павлодарец Максим Кузнецов в составе Детройт Ред Уингз стал обладателем Кубка Стэнли.

### Велоспорт
Главным «двигателем» популярности велоспорта в Казахстане являются победы выдающегося казахстанского велогонщика Александра Винокурова на престижных гонках ПроТура и, конечно же, его золотая медаль на Олимпиаде-2012 в Лондоне. Победы Александра послужили мощным толчком для массовости велоспорта в Казахстане. Недавняя победа Алексея Луценко на Чемпионате мира-2012 в возрастной категории до 23 лет дают повод с оптимизмом смотреть в будущее велоспорта в Казахстане.
В 2006 году по инициативе лучшего казахстанского гонщика Александра Винокурова и премьер-министра Данияла Ахметова была создана одна из сильнейших в мире профессиональная команда «Pro Team Astana», спонсируемая крупнейшими компаниями Казахстана. В 2008 году за команду выступали чемпионы и призёры «Тур де Франс»: Альберто Контадор (Испания), Андреас Клёден (Германия), Леви Лайфаймер (США) и целая плеяда казахстанских велогонщиков во главе с Асаном Базаевым и Андреем Мизуровым.

### Тяжёлая атлетика
Одним из популярных видов спорта в Казахстане является тяжёлая атлетика. Во времена СССР мировое признание заслужил Анатолий Храпатый. В независимом Казахстане тяжёлая атлетика приобрела особую популярность после победы на Олимпиаде-2008 кызылординца Ильи Ильина. Сборная страны показывает выдающиеся результаты на Чемпионатах мира и Олимпийских играх.
На Олимпиаде-2012 в Лондоне казахстанские тяжелоатлеты выиграли 4 золотые медали: Илья Ильин, Светлана Подобедова, Майя Манеза и Зульфия Чиншанло.

### Лёгкая атлетика
Лёгкая атлетика в Казахстане не так популярна, как бокс или борьба, но представлена именами, известными не только в СНГ, но и во всём мире. Казахстанские легкоатлеты неоднократно завоёвывали медали чемпионатов мира и Олимпийских игр.
Призёры летних Чемпионатов мира по лёгкой атлетике:
- Григорий Егоров — серебро (Штутгарт-1993, прыжок с шестом);
- Ольга Шишигина — серебро (Гётеборг-1995, 100 м с барьерами);
- Ольга Шишигина — бронза (Эдмонтон-2001, 100 м с барьерами);
- Дмитрий Карпов — бронза (Париж-2003 и Осака-2007, десятиборье);
- Ольга Рыпакова — серебро (Тэгу-2011, тройной прыжок).

Призёры Олимпийских легкоатлетических игр:
- Ольга Шишигина — золото (Сидней-2000);
- Дмитрий Карпов — бронза (Афины-2004);
- Ольга Рыпакова — золото (Лондон-2012).

### Индивидуальные виды спорта
Из индивидуальных видов спорта традиционно «казахскими» считаются бокс и борьба.

### Альпинизм
Республика Казахстан имеет уникальные ресурсы альпинизма. Южная столица Казахстана лежит у подножья хребта Заилийский Алатау — северного отрога Тянь-Шаньских гор.
Пик Хан-Тенгри (7010 м) является самым северным семитысячником мира и 5-м по высоте в СНГ. Его северные склоны лежат в Казахстане, южные принадлежат Киргизии.
Казахстанская школа альпинизма была знаменита ещё в годы СССР и является передовой в СНГ в настоящее время. Самые видные альпинисты СНГ — Анатолий Букреев (рекордные 18 восхождений на 8-тысячники) , Денис Урубко (первый горовосходитель из СНГ, покоривший все 14 восьмитысячников мира), Антонина Сон (участница первого в мире успешного женского восхождения на семитысячник -пик Евгении Корженевской (Памир, 7 105 м). — представители Казахстана.
Интерес к альпинизму в республике проявляется и подчеркивается на самом высоком уровне. Так, в 1995 году сам президент Казахстана Нурсултан Назарбаев с группой лучших альпинистов страны совершил восхождение на пик Абая (4010 м) в Заилийском Алатау и лично водрузил бирюзовый флаг на горе.
Федерация альпинизма Казахстана (председатель — известный альпинист Казбек Валиев) в 2010 году успешно завершила программу «Сборная Казахстана на всех восьмитысячниках мира». Другие альпинистские команды планеты такой проект даже не планируют.

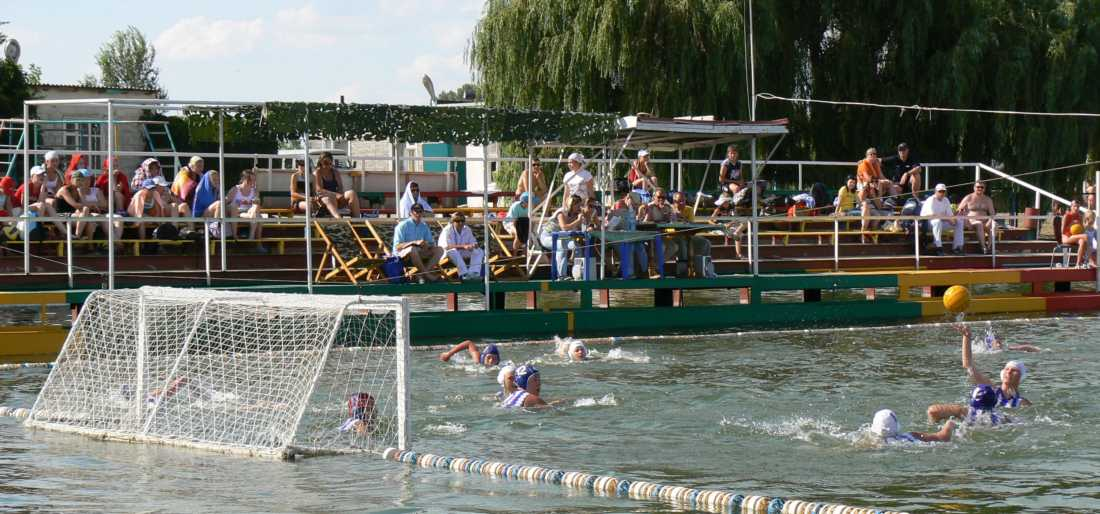
Водное поло

## Казахстанский спорт в 2010-е
В период с 2010 по 2020 годы в Казахстане запланировано проведение множества крупных международных спортивных соревнований, в частности:

### Зимние Азиатские Игры в Казахстане
7-е зимние Азиатские игры прошли в городах Астана и Алматы в январе—феврале 2011 года. Город Алматы был выбран в Кувейте 5 января 2006 года, 29 октября 2007 года часть соревнований перенесена из Алма-Аты в Астану.
Спортсмены Казахстана заняли первое общекомандное место, установив рекорд Азиады по количеству завоеванных золотых медалей (прежний рекорд принадлежал сборной Японии). В общей сложности Казахстан на зимних Азиатских играх 2011 выиграл 32 золотых, 21 серебряную и 17 бронзовых медалей.
Азиатские Игры станут хорошим опытом для города Алматы, и будут весомым аргументом в его планирующейся заявке на право проведения зимних Олимпийских игр.

### Чемпионат мира по армрестлингу в Казахстане
33-й чемпионат мира по армрестлингу прошёл в Алма-Ате в 2011 году во дворце спорта и культуры имени Балуана Шолака.

### Чемпионат мира по хоккею с мячом в Казахстане

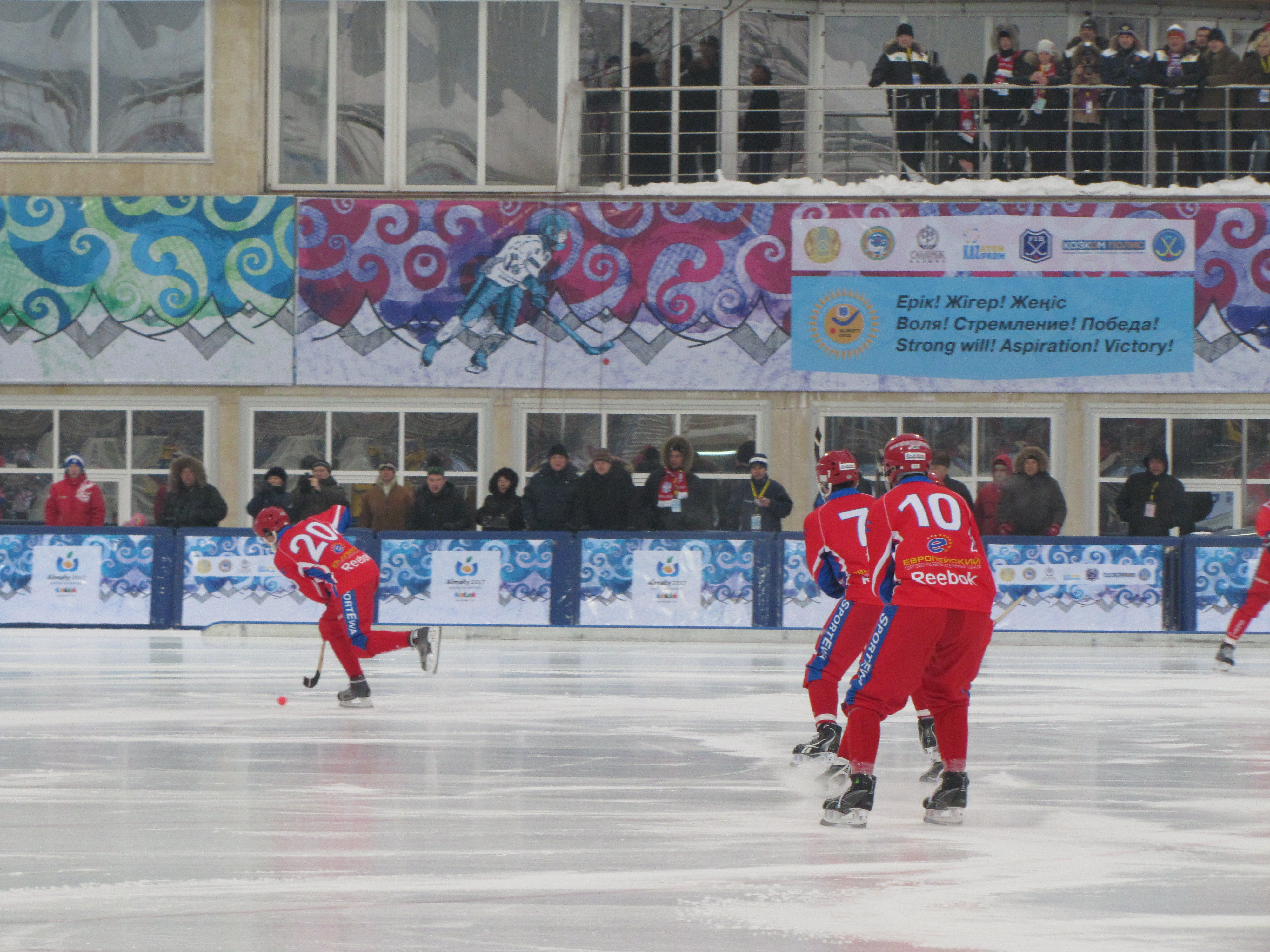
Сборная России по хоккею с мячом 2012, Медео

32-й чемпионат мира по хоккею с мячом — пройдёт в 2012 году, на высокогорном катке Медео в Алма-Ате.

### Чемпионат мира по боксу в Казахстане
17-й чемпионат мира по боксу пройден в Алматы, в 2013 году. Это первый в истории Казахстана домашний чемпионат мира по одному из олимпийских видов спорта.

### Чемпионат мира по тяжёлой атлетике в Казахстане
81-й чемпионат мира по тяжёлой атлетике, пройдёт в Астане в 2014 году.

### Чемпионат мира по дзюдо в Казахстане
30-й чемпионат мира по дзюдо, пройдет в Астане в 2015 году.

### Чемпионат мира по боксу среди женщин в Казахстане
9-й чемпионат мира по боксу среди женщин, пройдёт в Астане, в 2016 году.

### Зимняя Универсиада в Казахстане
Официальное решение о проведении в 2017 году 28-й Всемирной Зимней Универсиады в Алма-Ате было принято на голосовании Международной федерации университетского спорта (FISU) 29 ноября 2011 года, состоявшемся в Брюсселе (Бельгия).

## Финансирование
С 2018 года финансирование спортивной отрасли составили почти 1,4 триллиона тенге.
- 2018 год – 165 млрд. тенге;
- 2019 год – 204 млрд. тенге;
- 2020 год – 177 млрд. тенге;
- 2021 год – 223 млрд. тенге;
- 2022 год – 296 млрд. тенге;
- 2023 год – 340 млрд. тенге.

- Бюджет на 2024-2026 год предполагает 1,3 триллиона тенге.

Финансированные направления:
- 2023 год – 31 вид спорта;
- 2024 год – 141 вид спорта.

Виды спорта по финансированию:
- Летние олимпийские виды спорта – 44;
- Зимние олимпийские виды спорта – 13;
- Неолимпийские виды спорта – 84.

## Казахстан на Олимпийских играх

### История

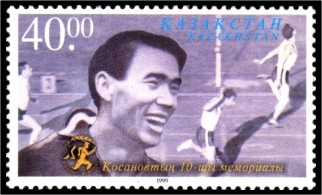
Гусман Косанов

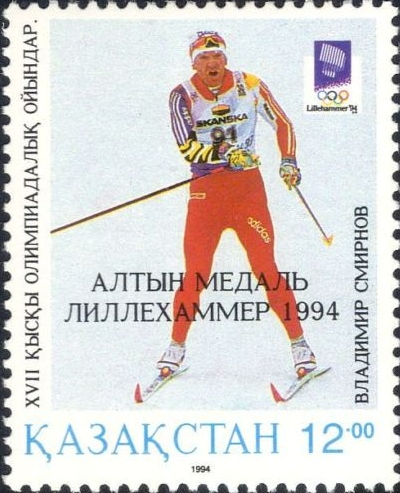
Владимир Смирнов

В дореволюционные времена самым знаменитым казахским спортсменом был борец Хаджимукан Мунайтпасов, многократный победитель чемпионских турниров начала XX века, друг и соперник Ивана Поддубного.
В советские времена первую олимпийскую медаль Казахстану принёс легкоатлет Гусман Косанов, ставший серебряным призёром в Токио-1964.
Первым казахом олимпийским чемпионом в 1972 году стал баскетболист Алжан Жармухамедов. А самой яркой спортивной звездой была трёхкратная олимпийская чемпионка Монреаля-1976 гимнастка Нелли Ким.
Олимпийскими чемпионами стали борцы Жаксылык Ушкемпиров и Шамиль Сериков, легкоатлет Владимир Муравьев и штангист Виктор Мазин в Москве-1980. Эстафету подхватили штангист Анатолий Храпатый, гимнаст Валерий Люкин и футболист Евгений Яровенко — олимпийские чемпионы Сеула-1988, а Владимир Муравьев завоевал вторую золотую олимпийскую медаль в эстафете 4Х100.
После обретения независимости Казахстан самостоятельно выступал на Олимпиадах и его спортсмены всегда завоёвывали олимпийское золото. В Атланте-1996 это сделали борец Юрий Мельниченко, пятиборец Александр Парыгин и боксёр Василий Жиров. Из Сиднея-2000 золото привезли боксёры Бекзат Саттарханов и Ермахан Ибраимов, а также барьеристка Ольга Шишигина. В Афинах-2004 чемпионом стал боксёр Бахтияр Артаев, а на Играх в Пекине-2008 олимпийским чемпионом стал боксёр Бахыт Сарсекбаев.
В зимних видах спорта самой яркой личностью был и остаётся наш знаменитый лыжник Владимир Смирнов — олимпийский чемпион Лиллехаммера-1994 и четырёхкратный чемпион мира, бывший член исполкома МОК.
На Зимних Олимпийских Играх 2010 года после 12-летнего перерыва Елена Хрусталёва завоевала серебряную медаль по биатлону (в индивидуальной гонке на 15 км).
На летних Олимпийских играх в Лондоне спортсмены Казахстана завоевали 7 золотых, одну серебряную и 5 бронзовых медалей. В общем медальном зачете Казахстан занял 12-место. Золото в Лондоне выиграли: Александр Винокуров (велоспорт), Ольга Рыпакова (легкая атлетика) и Серик Сапиев (бокс). Единственное серебро выиграл боксёр Адильбек Ниязымбетов, бронзовые медали выиграли Даниял Гаджиев (греко-римская борьба), Гюзель Манюрова, Акжурек Танатаров (оба вольная борьба) и боксеры Иван Дычко, Марина Вольнова. В Лондоне спортсмены Казахстана установили 4 мировых и 7 олимпийских рекордов, по этому показателю заняли 4-место, после таких олимпийских держав как США (6;10), Китай (7;8), Россия (4;8). Серик Сапиев стал обладателем Кубка Вэла Баркера.
Зимние Олимпийские игры 2014 должны были ответить на главный вопрос для казахстанского спорта- достиг ли зимний спорт в стране определённых успехов после проведение Азиатских Игр, или всё осталось, как прежде. Казахстан отправил в Сочи самую сильную делегацию за всю историю своего участия в Зимних Олимпиадах, но в итоге остался всего с одной медалью- бронзовой. Её завоевал фигурист Денис Тен. Другие фавориты казахстанской сборной- чемпион мира Денис Кузин, бронзовые призёры Чемпионата мира Алексей Полторанин и Николай Чеботько не смогли добраться до олимпийских медалей.
В настоящее время Казахстан подал в МОК Заявку на участие в торгах за право провести в Алматы 24-е Зимние Олимпийские Игры 2022 года.

### Статистика
Казахстан принимал участие в 4-х летних и 4-х зимних Олимпийских играх. До 1988 года входила в состав сборной СССР. На летних Олимпийских играх 1992 года казахстанские спортсмены входили в состав объединённой команды.
1. Казахстан на зимних Олимпийских играх 1994
2. Казахстан на летних Олимпийских играх 1996
3. Казахстан на зимних Олимпийских играх 1998
4. Казахстан на летних Олимпийских играх 2000
5. Казахстан на зимних Олимпийских играх 2002
6. Казахстан на летних Олимпийских играх 2004
7. Казахстан на зимних Олимпийских играх 2006
8. Казахстан на летних Олимпийских играх 2008
9. Казахстан на зимних Олимпийских играх 2010
10. Казахстан на летних Олимпийских играх 2012
11. Казахстан на зимних Олимпийских играх 2014
12. Казахстан на летних Олимпийских играх 2016
13. Казахстан на зимних Олимпийских играх 2018

### Олимпийские чемпионы от Республики Казахстан
- Артаев, Бахтияр Карипуллаевич
- Баландин, Дмитрий Игоревич
- Важенина, Алла Ивановна
- Винокуров, Александр Николаевич
- Елеусинов, Данияр Маратович
- Жиров, Василий Валерьевич
- Ибраимов, Ермахан Сагиевич
- Мельниченко, Юрий Васильевич
- Парыгин, Александр Владимирович
- Подобедова, Светлана Николаевна
- Рагимов, Ниджат Али оглы
- Рыпакова, Ольга Сергеевна — лучшая легкоатлетка Казахстана.[12]
- Сапиев, Серик Жумангалиевич
- Сарсекбаев, Бакыт Абдирахманович
- Саттарханов, Бекзат Сеилханович
- Смирнов, Владимир Михайлович
- Шишигина, Ольга Васильевна

### Известные спортсмены
- Людмила Прокашёва — наиболее успешная казахстанская конькобежка. Бронзовый призёр Олимпийских игр 1998 года.
- Денис Тен — первый представитель казахстанского фигурного катания, выигравший олимпийскую медаль.
- Жансая Даниярқызы Әбдумәлік — казахстанская шахматистка, гроссмейстер (2014) среди женщин.
- Алексей Николаевич Сивоконь — казахстанский пауэрлифтер, внесён в Книгу рекордов Гиннеса, 20-кратный Чемпион Мира.
- Гончаров Евгений Владимирович — казахстанский гиревик, 12-кратный чемпион мира, 21-кратный чемпион Республики Казахстан по гиревому спорту.
- Антонина Сон (р.1938) — почетный мастер спорта СССР по альпинизму. Неоднократная чемпионка Казахстана по альпинизму. Большая Золотая медаль Спорткомитета СССР «За спортивные достижения». В 1972 году участница команды от Казахстана (вместе с Галиной Рожальской, Эльвирой Шатаевой, Ильсияр Мухамедовой) первого в мире успешного женского восхождения на семитысячник -пик Евгении Корженевской (Памир, 7 105 м).
- Федерация футбола Казахстана
- Федерация конного спорта Казахстана[13]
- Федерация велосипедного спорта Казахстана
- Федерация тенниса Казахстана
- Федерация бильярдного спорта Казахстана
- Федерация волейбола Казахстана
- Федерация бокса Казахстана
- Федерация хоккея Казахстана
- Федерация велоспорта Казахстана
- Федерация шахмат Казахстана
- Федерация конькобежного спорта Казахстана[14]
- Федерация каратэ-до Казахстана
- Федерация водных видов спорта Казахстана
- Конфедерация спортивных единоборств и силовых видов спорта

## Спортивные телеканалы
```
«QazSport» — первый казахстанский спортивный телеканал.
```

## Спортивные сайты
Спортивные порталы
- sports.kz — спортивный портал Казахстана
- vesti.kz — спортивно-информационный портал vesti.kz.
- alaman.kz — спортивный портал на казахском языке.
- sportinfo.kz — спортивный портал.
- prosportkz.kz — спортивный сайт от газеты Prosport.
- sportarena.kz — спортивный сайт от портала zakon.kz

Спортивные разделы информационных сайтов
- nurastana.kz — газета «Нур Астана».
- sport.gazeta.kz — спортивный сайт портала gazeta.kz.

Иные спортивные сайты
- kazsports.kz — Дирекция штатных национальных команд и спортивного резерва
- kazacademsport.kz — Казахская академия спорта и туризма.
- APoker.kz — спортивный покер в Казахстане.
- academy.kz — Международная Академия Информатизации (МАИН) РК.
- confederation.kz — портал Конфедерации спортивных единоборств и силовых видов спорта

## Спортивные комплексы
- Медео
- Чимбулак
- Табаган
- Ак Булак
- Международный комплекс лыжных трамплинов
- Дворец спорта и культуры имени Балуана Шолака
- Центральный стадион г. Алматы
- Астана Арена
- Алау — крытый конькобежный стадион в г. Астана.
- Комплекс лыжных и биатлонных стадионов «Алатау», Талгарский район, Алматинская область.
- Велотрек Сарыарка

## Турниры и Чемпионаты
- Чемпионат Казахстана по футболу
  - Чемпионат Казахстана по футболу среди женщин
- Чемпионат Казахстана по мини-футболу
- Чемпионат Казахстана по хоккею с шайбой
- Чемпионат Казахстана по баскетболу среди мужчин
  - Чемпионат Казахстана по баскетболу среди женщин
- Чемпионат Казахстана по шоссейному велоспорту
- Чемпионат Казахстана по волейболу среди мужчин
  - Чемпионат Казахстана по волейболу среди женщин
- Чемпионат Казахстана по пляжному футболу
- Чемпионат Казахстана по фигурному катанию
- Чемпионат Казахстана по конькобежному спорту в классическом многоборье
- Seimar Open — Чемпионат Казахстана по гольфу
- Чемпионат по спортивному покеру — «Almaty Poker Champ»
- Открытый Кубок Казахстана им. Карасай Батыра — по парапланерному и дельтапланерному видам спорта